# Bruhanja vas
Bruhanja vas (Duits: Weigendorf) is een plaats in Slovenië en maakt deel uit van de gemeente Dobrepolje in de NUTS-3-regio Osrednjeslovenska. De plaats telt 167 inwoners (2007).

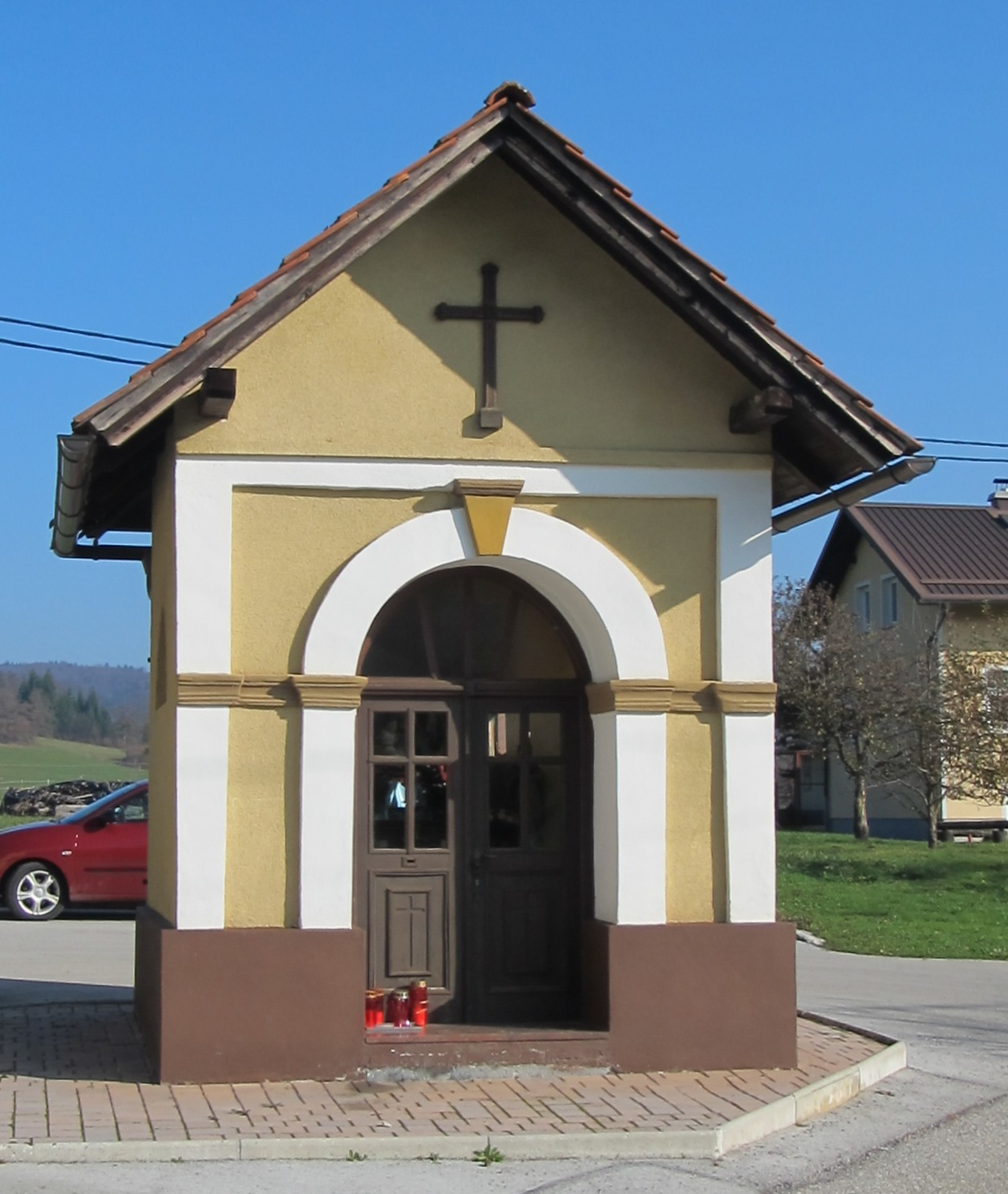
Kapelletje